# Propiolacton
Propiolacton (nach IUPAC Oxetan-2-on) ist eine organische chemische Verbindung und zählt zur Stoffgruppe der β-Lactone, intramolekularer, cyclischer Ester.

## Gewinnung und Darstellung
Propiolacton wird industriell durch Umsetzung von Formaldehyd mit Keten in Gegenwart von Aluminiumchlorid, Zinkchlorid oder Bortrifluorid als Katalysator hergestellt.
Die Selektivität zu Propiolacton beträgt hierbei 90 %. Die Reaktion kann in einem Lösungsmittel oder in der Gasphase durchgeführt werden.
2010 wurde die Synthese von Propiolacton durch Umsetzung von Ethylenoxid mit Kohlenmonoxid in Gegenwart eines komplexstabilisierten Carbonylcobaltats in einem höhersiedenden dipolar aprotischen Lösemittel mit Umsatz und Selektivität von bis zu 99 % beschrieben.

## Eigenschaften

### Physikalische Eigenschaften
Propiolacton ist gut wasserlöslich und mischbar mit polaren organischen Lösungsmitteln wie Ethanol, Aceton, Diethylether und Chloroform. Bei Raumtemperatur liegt Propiolacton als brennbare, farblose Flüssigkeit mit schwach süßlichem Geruch vor. Gekühlt ist es länger stabil, bei Raumtemperatur jedoch nicht.

### Chemische Eigenschaften
Die hochreaktive Verbindung ist in Wasser gelöst einige Stunden stabil; erst bei starker Verdünnung oder Stehenlassen über mehrere Stunden hydrolysiert das Lacton zur β-Hydroxypropionsäure:
{\displaystyle \mathrm {C_{3}H_{4}O_{2}\ +H_{2}O\ \longrightarrow \ HO-CH_{2}-CH_{2}-COOH} }
Propiolacton hydrolysiert zur β-Hydroxypropionsäure 
Die Verbindung kann analog mit Aminen, Thiolen und anderen Nucleophilen unter Ringöffnung reagieren, wobei dann die entsprechenden Amide, Thiolcarbonsäuren oder andere Carbonsäurederivate der 3-Hydroxypropionsäure entstehen.
Propiolacton reagiert bei 140–180 °C und 25–250 bar mit Orthophosphorsäure und Kupferpulver als Katalysator quantitativ zu Acrylsäure und bei Anwesenheit eines Alkohols zu den entsprechenden Acrylsäureestern.

### Toxikologische Eigenschaften
Der LD50 (oral, Ratte) wurde auf 50–100 mg/kg Körpergewicht bestimmt. Die toxische Wirkung ist gekennzeichnet durch einen raschen Wirkungseintritt. Zu den Vergiftungssymptomen zählen Zittern, Keuchen, blutige Durchfälle, Tremor und Krämpfe. In Tierversuchen trat der Tod innerhalb von Stunden bis Tagen durch Lungenödeme, Darmblutungen oder Hirnödeme ein.
In verschiedenen Versuchen erwies es sich als mutagen und kanzerogen (sowohl lokale als auch systemische Tumoren konnten induziert werden).

## Verwendung
Propiolacton wird unter anderem zur Virusinaktivierung und zur Sterilisation von Impfstoffen eingesetzt. Dabei sind 0,2 bis 0,4%ige wässrige Lösungen über einen weiten pH-Bereich viruzid wirksam. Da der Stoff im wässrigen Medium innerhalb weniger Stunden zerfällt, verbleibt kein Rückstand des toxischen Lactons.